# Аура (симптом)
А́ура (др.-греч. αὔρα — лёгкий ветерок, дуновение) («парциальный» (фокальный, не развёрнутый) эпилептический приступ) — любое ощущение или переживание, регулярно предшествующее эпилептическому приступу или являющееся самостоятельным приступом. Является симптомом эпилепсии. Ауру также испытывают некоторые больные мигренью перед началом головной боли. Некоторые пациенты испытывают ауру без дальнейшей головной боли, так называемая бесшумная мигрень. Различают мигрень без ауры и мигрень с аурой (ассоциированная мигрень).
Представление о существовании ауры у людей, страдающих от эпилепсии, возникли уже в древности. Так, в работе «О священной болезни», которая традиционно приписывается Гиппократу, указывается:
12. У кого эта болезнь вошла уже в привычку, те предчувствуют припадок и потому убегают от взора человеческого и спешат домой, если это близко, в противном случае — в уединённое место, где только весьма немногие могли бы увидеть их припадок, и тотчас закрывают себя. <…> Но дети сначала, вследствие непривычки, падают, где придётся; когда же чаще поражаются болезнью, то, предчувствуя её, бегут к матерям или к кому другому, наиболее им известному, вследствие боязни и страха болезни, ибо стыда в это время они ещё не чувствуют.
Проявления ауры очень разнообразны и зависят от расположения участка мозга, функция которого нарушена (судорожного очага). Это может быть и повышение температуры тела, и чувство тревожности и беспокойства, звук, странный вкус, запах, изменение зрительного восприятия, неприятные ощущения в животе, головокружение, состояния «уже виденного» (déjà vu) или «никогда не виденного» (jamais vu), ощущение внутреннего блаженства или тоски и другие ощущения или переживания.
Природа ауры состоит в том, что аура является клиническим проявлением активности судорожного очага, которая, однако, не достигла того уровня, при котором на фоне данного уровня судорожной готовности мозга может наступить его специфическая эпилептическая реакция. Эта специфическая эпилептическая реакция мозга клинически проявляется как развёрнутый эпилептический приступ. В результате мы имеем некое специфическое для данного больного ощущение или переживание, которое предшествует приступу эпилепсии и является для него аурой. Нарастание активности судорожного очага не всегда достигает того критического уровня, при котором наступает генерализованный (развёрнутый) эпилептический приступ. В этом случае аура является не предвестником, а самостоятельным проявлением эпилептического приступа. И суть этого проявления заключается в следующем: нарастание активности судорожного очага достаточно для проявления клинических признаков (симптомов) раздражения данной зоны головного мозга, но недостаточно для преодоления некоего порогового уровня судорожной готовности данного мозга, после которого наступает генерализованный эпилептический припадок.
Способность человека правильно описать свою ауру может оказать существенную помощь в диагностике локализации изменений в головном мозге. Вместе с тем необходимо отметить, что далеко не всегда у развёрнутого эпилептического припадка есть аура. В этом случае, по всей видимости, имеет место не генерализация нарастания фокального приступа, а так называемая «генерализация абсанса».